# Lars Wahlström
Lars Samuel Wahlström, född 8 februari 1814 i Göteborg, död 25 mars 1862 i Göteborg, var en svensk stadsbefallningsman, målare och tecknare.
Han var son till boktryckaren Samuel Wahlström och Greta Wickberg och gift första gången 1843 med Ida Karolina Gradman och andra gången från 1852 med Malin Silvander. Wahlström studerade vid Chalmerska slöjdskolan och vid JA Beyers ritskola i Göteborg samt för Hans Gude i Düsseldorf i mitten av 1850-talet. Han var anställd av Göteborgs stad där han slutligen blev stadsbefallningsman och sammanskottskassör. På grund av sin förmögne svärfars motstånd kunde han inte arbeta på heltid som konstnär utan tvingades utöva sitt konstnärskap på ledig tid. Vid sidan av sitt arbete drev han en privat konstskola som han övertagit av Beyer och han var lärare i frihandsteckning och ornamentsritning vid Chalmerska slöjdskolan 1839–1855 och 1857–1860. Han medverkade i Göteborgs konstförenings första utställning 1854 med en serie blyertsteckningar. Hans konst består av porträtt och landskapsbilder med motiv från Göteborg. Marstrand, Trollhättan och andra orter i Västsverige utförda i olja eller akvarell samt teckningar. Wahlström är representerad vid Göteborgs stadsmuseum och Nationalmuseum.